# Prosopocoilus confucius
Prosopocoilus confucius es una especie de coleóptero de la familia Lucanidae.

## Distribución geográfica
Habita en Uttar Pradesh, Ranong, Vietnam y Birmania.